# Колібрі-топаз вогнистий
Колібрі-топаз вогнистий (Topaza pyra) — вид серпокрильцеподібних птахів родини колібрієвих (Trochilidae).

## Поширення
Вид поширений на заході Бразилії, півночі Перу, сході Еквадору та півдні Колумбії і Венесуели. Його природним середовищем існування є субтропічні або тропічні вологі рівнинні ліси на висоті до 500 метрів над рівнем моря. Птахи трапляються високо в кронах дерев і віддають перевагу узліссям і галявинам поблизу води.

## Опис
Цей колібрі має вражаюче кольорове пір'я, яке нагадує кольори полум'я, звідси і його назва. У довжину він досягає 19-20 см у самців і 13-14 см у самиць, але вага обох статей становить близько десяти грам. Довжина дзьоба 2,5 см. Забарвлення самця яскраве. У нього чорна голова, блискучі зелені груди, облямовані чорною смужкою. Верх спини червоний, а до хвоста забарвлення стає більш помаранчевим. Живіт мідного кольору. Криючі хвоста жовто-зелені, рульові пір'я темно-фіолетові, з них виступають два довгі загнуті чорні пера. Верх крил бордовий із чорними кінчиками, низ темно-коричневий. Ноги бурого кольору.

## Підвиди
- Topaza pyra pyra – від південно-східної Колумбії до східного Еквадору, північного сходу Перу та південної Венесуели.
- Topaza pyra amaruni – в західних частинах Амазонки в Перу та Еквадорі (річка Напо та Коррієнтес).
- Topaza pyra pamprepta –  у східному Еквадорі (басейн річок Напо та Суно).